# Thunbergia bogoroensis
Thunbergia bogoroensis är en akantusväxtart som beskrevs av De Wild.. Thunbergia bogoroensis ingår i släktet thunbergior, och familjen akantusväxter. Inga underarter finns listade i Catalogue of Life.